# Lewis Durlacher
Lewis Durlacher (1792 - 3 de marzo de 1864) fue un podólogo que fue nombrado cirujano podólogo de la casa real en 1823 y sirvió bajo el reinado de Jorge IV, Guillermo IV y la reina Victoria.A lo largo de su vida, publicó varios libros que abordaban tanto temas médicos como científicos. Sus obras exploraban desde tratamientos podológicos innovadores hasta avances médicos revolucionarios de la época .
Durlacher nació en Warwickshire (algunas fuentes dicen que Birmingham). Sus padres, que eran judíos, eran Solomon Abraham Durlacher (1757-1845), un podólogo y dentista que venía de Durlach, cerca de Karlsruhe, Alemania, y su esposa Elizabeth Harris, que era de Warwickshire, quizás Birmingham.
Él y su esposa Susannah (de soltera Levi; c.1798-1874) están enterrados en el cementerio Balls Pond Road en Londres.
Tuvieron cinco hijos (Alfred, Alexander, Montague, Henry y George) y una hija (Elizabeth). Su hijo Montague sucedió a su padre en el papel de cirujano podólogo de la casa real. Henry y George se convirtieron en marchantes de arte en Londres y fundaron Durlacher Brothers en 1843; dos de los hijos de Henry abrieron una sucursal en Nueva York en la década de 1920.

## Publicaciones
A Treatise on Corns, Bunions, the Diseases of Nails and the General Management of the Feet. London: Simpkin, Marshall and Co., 1845.